# Misha Dichter
Misha Dichter (Shanghái, China, 27 de septiembre de 1945) es un pianista clásico que nació en Shanghái de padres judíos polacos que huyeron de Europa por el estallido de la Segunda Guerra Mundial.

## Biografía
Misha Dichter se trasladó con su familia a Los Ángeles, California, a la edad de dos años y empezó a estudiar piano a la edad de cinco. Estudió con Aube Tzerko, un alumno de Artur Schnabel, bajo un régimen de prácticas concentradas y una aproximación intensiva al análisis musical. También estudia composición con Leonard Stein, un discípulo de Arnold Schoenberg. Después se perfecciona en la Escuela Juilliard de Nueva York, estudiado con Rosina Lhevinne.
Mientras estaba matriculado en la Escuela Juilliard, Misha Dichter ganó la medalla de Plata, en 1966, del Concurso Internacional Chaikovski en Moscú, un logro que le ayudó a lanzar su carrera musical internacional. Poco después interpreta el Concierto para piano n.º 1 de Chaikovski en Tanglewood, con la Orquesta Sinfónica de Boston dirigida por Erich Leinsdorf, retransmitido a toda la nación por la NBC y posteriormente grabado para RCA. Dichter hizo su debut con Leonard Bernstein y la Filarmónica de Nueva York en 1968 interpretando el mismo concierto. A partir de entonces toca con las mejores orquestas internacionales como la Filarmónica de Berlín, la Orquesta del Concertgebouw de Ámsterdam, las principales orquestas de Londres y las orquestas americanas más importantes.
Destaca en sus recitales en solitario en los que consigue mantener la atmósfera expresiva de las obras e introducir al público en ellas, para llevarlo a una experiencia interna de su esencia musical. Esto se hace especialmente evidente en la interpretación de las sonatas de Schubert o Beethoven y en las obras más descriptivas de Liszt.
Dichter también se dedica a escribir y ha publicado artículos en diversas revistas y diarios de primera línea incluyendo al New York Times. Ha aparecido con frecuencia en la televisión y fue el protagonista de un documental de la televisión europea junto con su perro Thunder. Era el film My Dog: An Unconventional Love Story.

## Grabaciones
Sus grabaciones para Philips, RCA, MusicMasters y Koch Classics ilustran el alcance de sus intereses musicales. Incluyen los conciertos para piano de Brahms con Kurt Masur y la Orquesta de la Gewandhaus de Leipzig, las obras de Brahms para piano solo incluyendo las Variaciones sobre un tema de Haendel, las sonatas de piano de Beethoven, las Rapsodias húngaras completas de Liszt, los conciertos para piano de Liszt con André Previn y la Sinfónica de Pittsburgh y la  Rapsodia en Blue de Gershwin con Neville Marriner y la Orquesta Philharmonia, así como música de Chopin, Músorgski, Schubert, Schumann, Stravinsky y Chaikovski.
Muchos de sus registros también han sido reeditados; sus registros de las sonatas Patética y Claro de Luna de Beethoven y los conciertos para piano de Brahms con Kurt Masur y la Orquesta de la Gewandhaus de Leipzig han sido reeditados en SACD por PENTOTANE. Su grabación de las rapsodias húngaras de Liszt ha sido reeditada en la etiqueta Newton.

## Premios
Misha Dichter fue distinguido en 1998 con el "Grand Prix International Du Disque Liszt" por su registro de las transcripciones de piano de Liszt publicado en el sello Phillips.
Fue acogido como National Patron en Delta Omicron, una asociación profesional de música en abril de 1999.

## Cipa Glazman Dichter
En la Escuela Juilliard conoció su futura mujer, Cipa Glazman. Nacida en Brasil de padres polaco-rusos y que empezó sus lecciones de piano a la edad de seis años. Hizo su debut profesional con 16 años con la Orquesta Sinfónica de Brasil y vino a los Estados Unidos para estudiar en la Juilliard poco después. Misha y Cipa Dichter actúan también como dúo de piano. Han actuado por toda América del Norte, Europa y en los festivales de verano de los EE. UU. como Ravinia, Caramoor, Lincoln Center's Mostly Mozart y en el Festival de Música de Aspen. Los Dichters han interpretado obras poco habituales del repertorio para dos pianos y para piano a cuatro manos. Han grabado las obras completas de Mozart para piano a cuatro manos, que fueron publicadas en una caja de 3-CD por Nimbus records.
Los Dichters viven en Nueva York.

## Para más información
- Gillespie, Anna; Gillespie, John. Notable twentieth-century pianists. A bio-critical sourcebook, Greenwood Press, 1995.
- Lyman, Darryl. Great Jews in Music, J. D. Publishers, 1986.
- Myers, Kurtz. Index to record reviews 1984–1987, G.K. Hall, 1989.
- Noyle, Linda J. (Ed.). Pianists on playing. interviews with twelve concert pianists. Scarecrow Press, 1987.
- Pâris, Alain. Dictionnaire des interpretes et de l'interpretation musicale au XX siecle, Robert Laffont, 1989.
- Sadie, Stanley; Hitchcock, H. Wiley (Ed.). The New Grove Dictionary of American Music. Grove's Dictionaries of Music, 1986.